# Barney Allis Plaza
 (septembre 2012).
Si vous disposez d'ouvrages ou d'articles de référence ou si vous connaissez des sites web de qualité traitant du thème abordé ici, merci de compléter l'article en donnant les références utiles à sa vérifiabilité et en les liant à la section « Notes et références ».
Le Barney Allis Plaza était autrefois un parc situé dans le Dowtown Kansas City,  Missouri, à l'intersection de la 12e Rue et de Wyandotte. Le 11 avril 2006, il devient la maison des Explorers de Kansas City. 